# انخفاض الملقحات

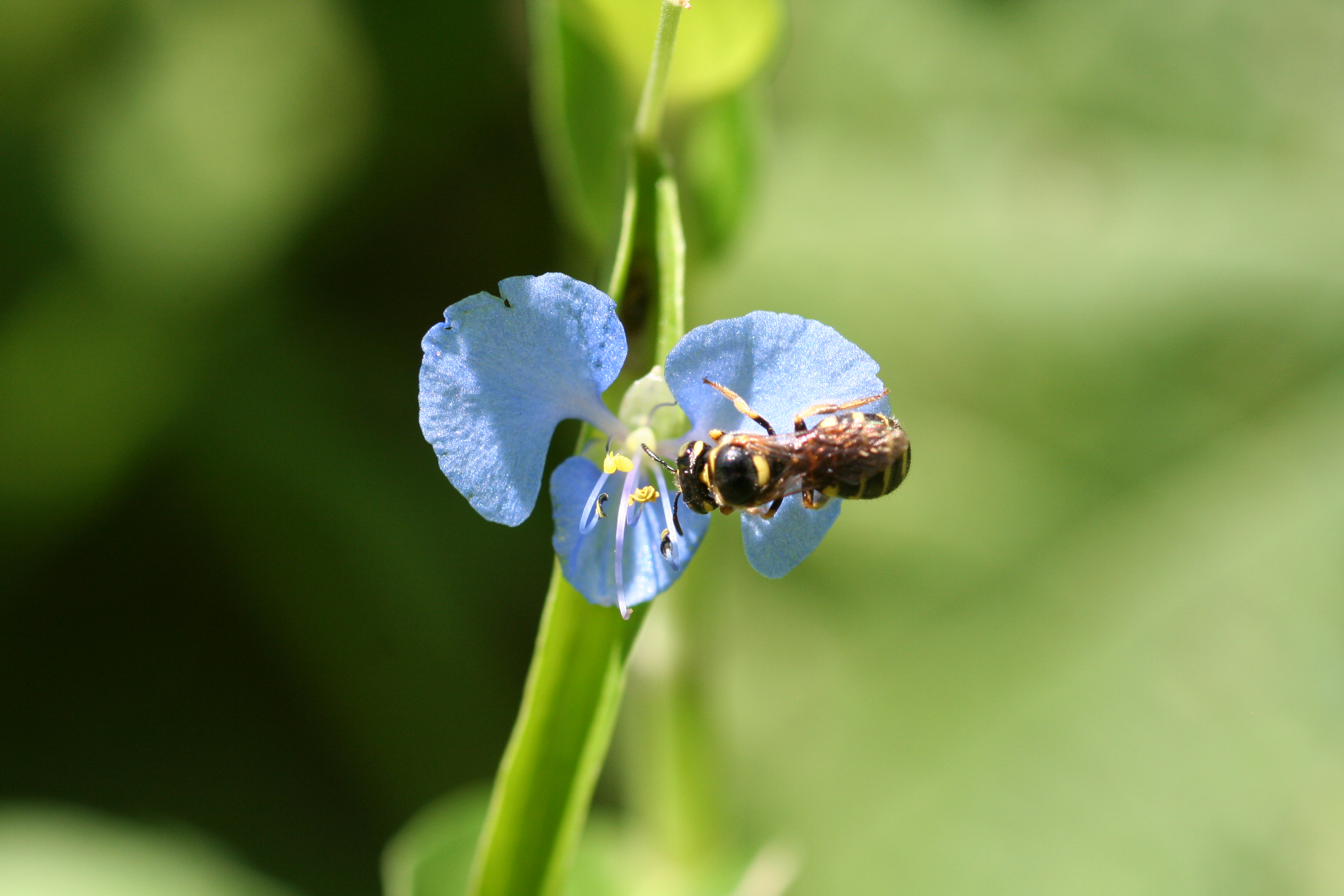
تلقيح نبات من جنس زهرة النهار

انخفاض الملقحات (بالإنجليزية: Pollinator decline)‏ هو مصطلح يشير إلى انخفاض في وفرة الملقحات في كثير من النظم الايكولوجية في جميع أنحاء العالم خلال نهاية القرن العشرين.
الملقحات تشارك في التكاثر الجنسي لكثير من النباتات، من خلال توفير التلاقح الأساسي بالنسبة لبعض الأنواع أو الذي يشكل عاملا رئيسيا في ضمان التنوع الوراثي للآخرين. وبما أن النباتات هي مصدر الغذاء الرئيسي للحيوانات، فأن الحد من واحدة من عوامل التلقيح الأساسية أو حتى اختفائها الممكن، أثار القلق حتى أصبح الحفاظ على الملقحات جزءا من جهود الحفاظ على التنوع البيولوجي.

## ملاحظة
كما ازدادت المساحات المزروعة كبراً كلما نمت الحاجة إلى التلقيح المركز في وقت الإزهار. في الوقت نفسه تتناقص أعداد الملقحات وهذا الانخفاض قد أصبح يشكل قضية بيئية رئيسية اليوم.
على سبيل المثال، انخفضت أعداد نحل العسل الوحشي في الولايات المتحدة حوالي 90٪ في السنوات ال 50 الماضية، باستثناء الجنوب الغربي حيث تم استبدالهم بالنحل الإفريقي. في الوقت نفسه انخفضت أعداد مستعمرات نحل العسل الزراعية بنحو الثلثين.
أن ما يسمى بإدارة التلقيح تسعى إلى حماية وتعزيز وزيادة عمليات التلقيح الزراعية.
في أمريكا الشمالية، خلال فصلي الشتاء والربيع من 2006 - 2007، كان هناك انخفاض كبير في مستعمرات نحل العسل التي تدار لأغراض تجارية، مع خسائر تقدر بنحو ثلث أعداد النحل. ويدعى هذا الحدث اضطراب انهيار المستعمرة، وظهرت في 35 ولاية من الولايات المتحدة الأمريكية التي تؤثر على نحل العسل، وقد تم الإبلاغ عن خسائر في مستعمرات نحل العسل يصل إلى 80 إلى 100 في المئة بالنسبة لبعض مربي النحل.
أن زراعة محصول واحد يحتاج اعداد عالية جدا من النحل في وقت الإزهار، ولكن يمكن أن يحول المنطقة إلى قاحلة جدا بالنسبة للنحل أو حتى سامة عندما ينقضي وقت الإزهار.
أن دراسة انخفاض أعداد الملقحات يعتبر أمراً مثيراً للاهتمام بالنسبة لبعض العلماء حيث أن النحل يعتبر مؤشر حجر زاوية على التدهور البيئي. فأية تغييرات في وفرة وتنوع النحل تؤثر على وفرة وتنوع الأنواع النباتية السائدة. هذا هو الاعتماد المتبادل حيث يعتمد النحل على مصدر ثابت للرحيق وحبوب اللقاح طوال العام لبناء الخلية الخاصة به.

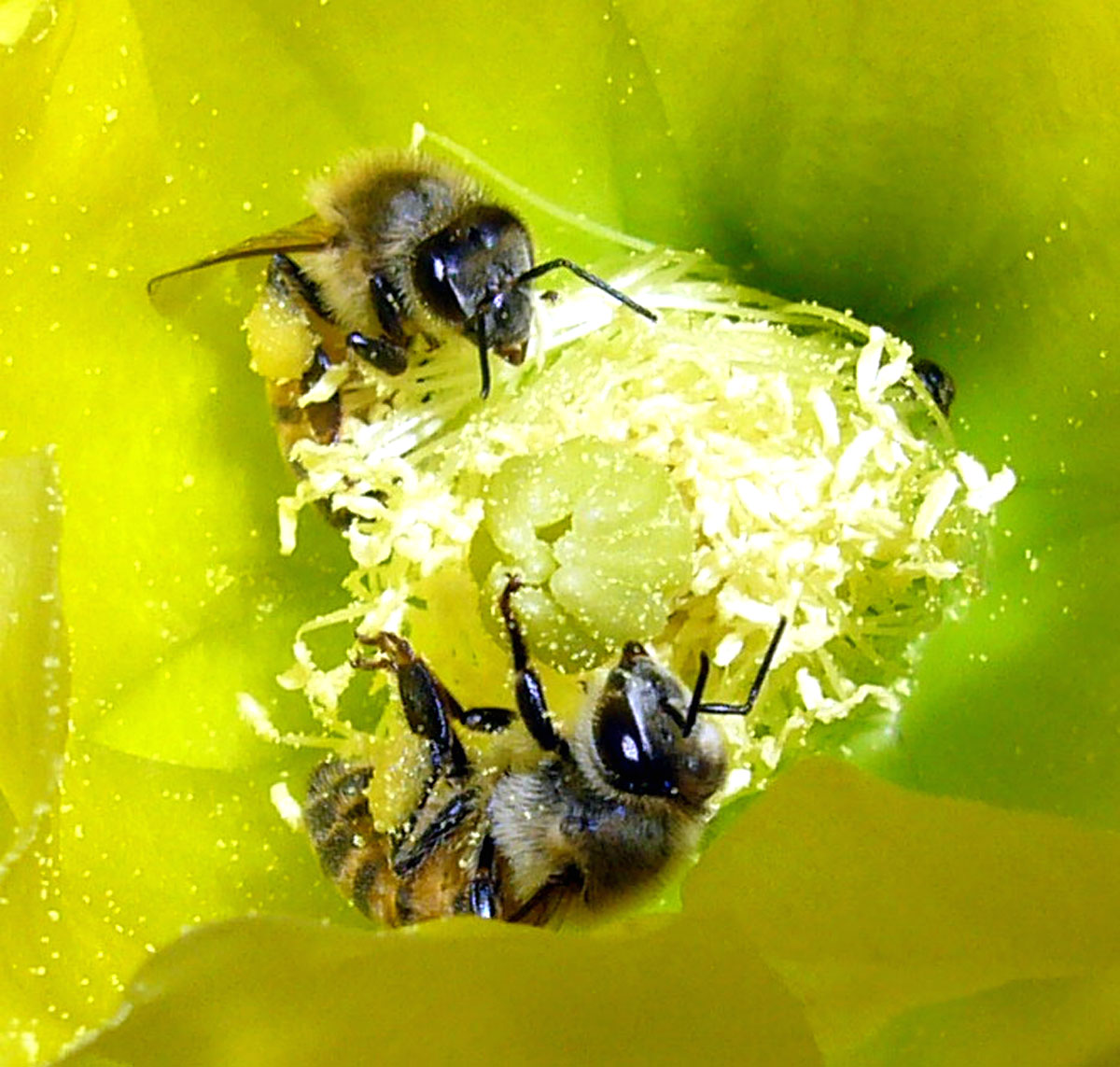
نحل يلقح زهرة

## العواقب
قيمة تلقيح النحل في التغذية البشرية والمواد الغذائية للحياة البرية هائلة ويصعب قياسها كميا. ومن الشائع القول ان حوالي ثلث مصادر التغذية البشرية تعتمد على تلقيح النحل. وهذا يشمل غالبية الفواكه وخضار كثيرة (أو محاصيل بذورها) والتأثيرات الثانوية من البقوليات مثل الحلفا والبرسيم التي تغذي الثروة الحيوانية.
في عام 2000،حاول الدكاترة روجر مورس ونيكولاس كالديرون من جامعة كورنيل تحديد أثر ملقّح واحد هو نحل العسل الغربي فقط على المحاصيل الغذائية في الولايات المتحدة. كانت نتيجة حساباتهم أن هذا الأثر يطال ما قيمته 14.6 مليار دولار أميركي من المحاصيل الغذائية. لم يوجد دراسات كافية لتحديد الآثار المترتبة من انخفاض الملقحات على النباتات البرية والحياة البرية التي تعتمد عليها للتغذية. بعض النباتات على قائمة الأنواع المهددة بالانقراض مهدد فعلاً بالانقراض لأنهم فقدوا الملقحات الطبيعية الأصلية بسبب التهجير من قبل النحل الغازي. [بحاجة لمصدر]
أن نحل العسل ليست أصلية في نصف الكرة الغربي، وبالتالي فإن فقدان نحل العسل قد لا يمثل خطرا على النباتات المحلية لأن دور نحل العسل في نصف الكرة الغربي يتعلق في المحاصيل الزراعية على وجه الحصر. وإلى حد أن نحل العسل يتنافس مع أنواع النحل الأصلي، وقد يكون الانخفاض في عدد نحل العسل مفيدا للنباتات والملقحات الأصلية.
زيادة الوعي العام
قد حجبت الزيادة المطردة في هجرة النحالة (لخدمة التلقيح على المحاصيل الزراعية) مسألة انخفاض الملقحات عن وعي الجمهور كثيرا، ولكن أن أي توقف فجائي لهذه الهجرة يمكن أن تكون له نتائج كارثية على إمدادات الغذاء العالمية. [بحاجة لمصدر]
هناك مبادرات الدولية (مثل المبادرة الدولية للملقحات (IPI)) التي تسلط الضوء على الحاجة إلى مشاركة الجمهور وتوعيته بخصوص الملقحات، مثل المحافظة على النحل.

## تفسير ممكن لانخفاض الملقحات
سوء استخدام المبيدات الحشرية
أن تطبيق المبيدات الحشرية على المحاصيل خلال فترة الإزهار أو للسماح للمبيدات بأن تنجرف إلى الأعشاب المزهرة التي يقوم النحل بزيارتها يعتبر انتهاك واضح للقوانين. ولكن سؤ تطبيق المبيدات الحشرية يحصل في كثير من الأحيان مع تطبيق القليل من التوجيهات لحماية النحل. [بحاجة لمصدر] إن سوء استخدام المبيدات دفعت مربي النحل إلى ترك هذا النوع من الأعمال، ولكن يمكن أن تؤثر على النحل البري الأصلي حتى أكثر من ذلك. [بحاجة لمصدر]
إن النحل الطنان معرض للخطر في مناطق زراعة القطن، حيث يتم تعريضهم بشكل متكرر للمبيدات الحشرية التي ترش على حقول القطن المزهرة في وقت يقوم النحل بتحصيل العلف. [بحاجة لمصدر]
إن عمليات الرش الجوي واسع النطاق للتحكم بتكاثر البعوض والذباب والجنادب وعث الغجر وغيرها من الحشرات لا تترك مكاناً آمناً لحشرات التلقيح البرية يمكنها فيها أن تتكاثر. أن برنامج رش مثل هذا يهدد الملقحات أو يخفض عددها لعدة سنوات. [بحاجة لمصدر]
كثير من أصحاب المنازل يرون أن الهندباء والبرسيم من الأعشاب الضارة في المروج العشبية، وأنه ينبغي معالجتهم بالمبيدات. [بحاجة لمصدر] وهذا يجعل من المرج بيئة معادية للنحل والفراشات وغيره من الملقحات. [بحاجة لمصدر]
انظر أيضًا:
- مفصليات مهدة بالانقراض
- تأثير الإيميداكلوبريد على النحل
- مبيد ريجنت

سرعة نقل الطفيليات والأمراض من أنواع الملقحات في جميع أنحاء العالم
ساهمت التجارة الدولية المتزايدة في العصر الحديث في سرعة نقل الأمراض مثل مرض رصع النحل ومرض الحضنة الطباشيري الأمريكية، والطفيليات مثل عث الفاروا، عث الحلماوات، وخنفساء خلية الأفريقية الصغيرة إلى مناطق جديدة من العالم، مما تسبب في خسارة أعداد كبيرة من النحل في المناطق التي لا يكن لديه الكثير لمقاومة هذه الآفات. لقد أهلكت نمل النار المستوردة النحل الأرضي التي تعشش في مناطق واسعة من جنوب الولايات المتحدة.